# Taraclia
Taraclia (bulharsky Тараклия) je město v Moldavsku, ležící 124 km jižně od Kišiněva. Protéká jím říčka Lunguța. Je sídlem okresu Taraclia. Žije v něm přibližně 12 tisíc obyvatel. Téměř čtyři pětiny z nich tvoří Bulhaři, menšinami jsou Moldavané, Gagauzové a Rusové.
Město bylo založeno v roce 1813 po připojení Besarábie k carskému Rusku v důsledku rusko-turecké války a usadili se zde bulharští uprchlíci z Osmanské říše. Další přistěhovalecké vlny následovaly v letech 1829 a 1854.
Hlavními produkty města jsou víno a obkladačky. V roce 2004 zde byla založena Taraklijská státní univerzita s bulharštinou jako jedním z vyučovacích jazyků a v roce 2017 byl zřízen bulharský konzulát. Také městské divadlo hraje v bulharštině.

## Partnerská města
- Nova Zagora (Bulharsko)